# (200025) Cloud Gate
(200025) Cloud Gate es un asteroide perteneciente al cinturón de asteroides, descubierto el 25 de julio de 2007 por Chi-Seng Lin y el también astrónomo Quanzhi Ye desde el Observatorio de Lulin, Zhongshan, República Popular China.

## Designación y nombre
Designado provisionalmente como 2007 OK10. Fue nombrado Cloud Gate en homenaje al grupo de danza taiwanés "Cloud Gate Dance Theatre", dirigido por el coreógrafo Lin Hwai-min (año 2007), es una de las mejores compañías de danza contemporánea en el mundo por sus innovadoras obras inspiradas en las culturas asiáticas.

## Características orbitales
Cloud Gate está situado a una distancia media del Sol de 3,149 ua, pudiendo alejarse hasta 3,373 ua y acercarse hasta 2,925 ua. Su excentricidad es 0,071 y la inclinación orbital 5,774 grados. Emplea 2041,40 días en completar una órbita alrededor del Sol.

## Características físicas
La magnitud absoluta de Cloud Gate es 15,3.